# Akcesja Polski do Unii Europejskiej

Kraje, które stały się członkami Unii Europejskiej 1 maja 2004

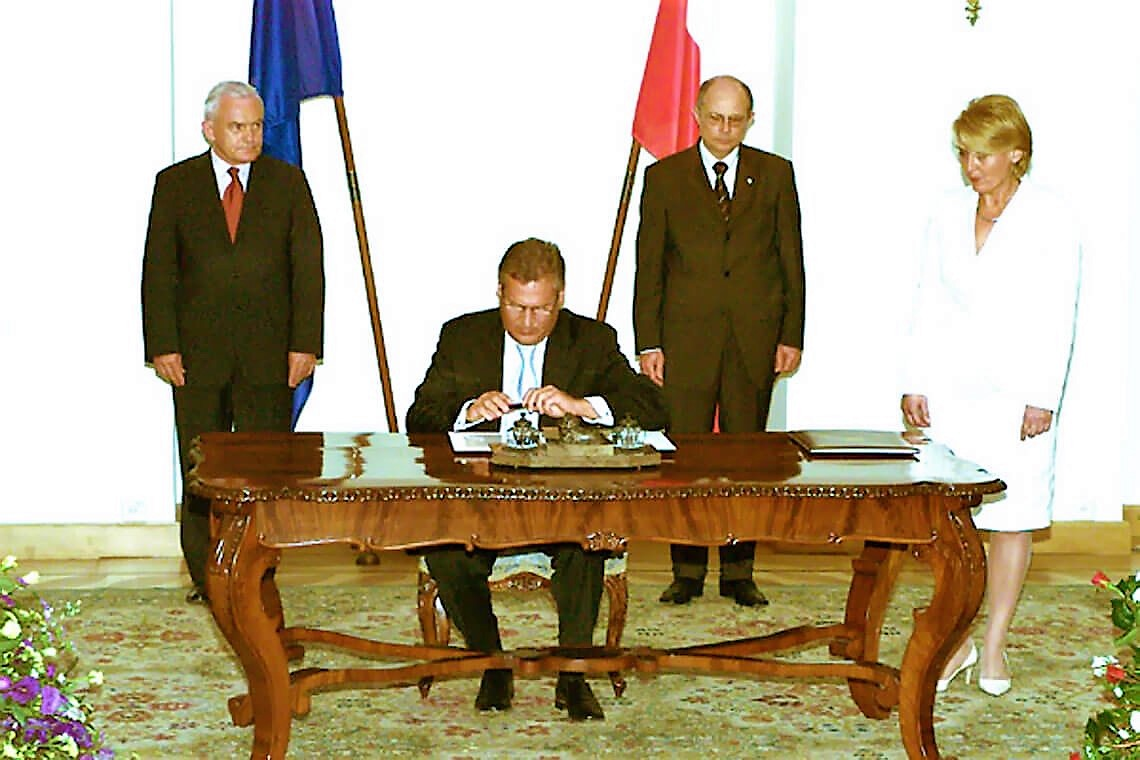
Podpisanie przez prezydenta Aleksandra Kwaśniewskiego traktatu o przystąpieniu Polski do Unii Europejskiej

Akcesja Polski do Unii Europejskiej – proces wstępowania Polski do Unii Europejskiej rozpoczęty formalnie 8 kwietnia 1994 zakończony wejściem Polski do wspólnoty 1 maja 2004 roku.

## Historia
Polska do 1989 roku należała do konkurencyjnej w stosunku do EWG Rady Wzajemnej Pomocy Gospodarczej (RWPG). Jeszcze przed jej rozwiązaniem, we wrześniu 1988 r., nawiązała stosunki dyplomatyczne ze Wspólnotami. 19 września 1989 roku podpisano umowę Polska-EWG.
26 lutego 1990 roku pierwszym ambasadorem Polski przy Komisji Wspólnot Europejskich został Jan Kułakowski.
Nieco później, 25 maja 1990 r. Polska złożyła oficjalny wniosek o rozpoczęcie negocjacji umowy o stowarzyszeniu ze Wspólnotami Europejskimi. Umowa taka, znana pod nazwą Układu Europejskiego, została podpisana 16 grudnia 1991 roku, a weszła w życie 1 lutego 1994 roku (część handlowa – 2 lata wcześniej).
W 1993 r. na szczycie Rady Europejskiej w Kopenhadze ustalono polityczno-ekonomiczne kryteria (kryteria kopenhaskie), jakie musiały spełnić państwa Europy Środkowo-Wschodniej, aby mogły ubiegać się o przystąpienie do Unii. Oficjalny wniosek o członkostwo Polska złożyła 8 kwietnia 1994 roku w Atenach.
8 sierpnia 1996 roku powołano Komitet Integracji Europejskiej. 28 stycznia 1997 roku uchwalono Narodową Strategię Integracji.
Podczas posiedzenia Rady Europejskiej w Luksemburgu w grudniu 1997 r. zapadła decyzja o podjęciu negocjacji członkowskich z sześcioma państwami: Polską, Węgrami, Czechami, Słowenią, Estonią i Cyprem – tzw. grupa luksemburska. Polska rozpoczęła negocjacje 31 marca 1998 roku. Negocjacje poprzedził tzw. screening czyli przegląd zgodności prawa wewnętrznego z prawem wspólnotowym.
Wszystkie sprawy związane z integracją Polski z UE koordynował utworzony w październiku 1996 r. Komitet Integracji Europejskiej. Negocjacje w imieniu rządu prowadził Pełnomocnik Rządu do spraw Negocjacji o Członkostwo Polski w Unii Europejskiej. Od marca 1998 r. był nim Jan Kułakowski. W październiku 2001 r. zastąpił go Jan Truszczyński.
Na szczycie w Kopenhadze, zakończonym 13 grudnia 2002 r., ówczesny rząd Leszka Millera sfinalizował negocjacje. 16 kwietnia 2003 r. Polska podpisała traktat akcesyjny. Referendum w sprawie członkostwa odbyło się w dniach 7-8 czerwca 2003. W jego wyniku Polska, razem z pozostałymi dziewięcioma innymi krajami, wstąpiła do Unii 1 maja 2004 roku.

## Tabela wydarzeń
| Rok  | Wydarzenia |
| ---- | --- |
| 1988 | - 16 września – Nawiązanie stosunków dyplomatycznych Polska – EWG |
| 1989 | - 14 lipca – Powołanie programu PHARE - 19 września – Podpisanie umowy o handlu i współpracy handlowej i gospodarczej |
| 1990 | - 26 lutego – Powołanie ambasadora Polski przy WE – Jana Kułakowskiego - 25 maja – Złożenie przez Polskę wniosku ws. rozpoczęcia negocjacji umowy o stowarzyszeniu |
| 1991 | - 26 stycznia – Powołanie pełnomocnika rządu do spraw integracji europejskiej oraz pomocy zagranicznej – Jacka Saryusza-Wolskiego - 16 grudnia – Podpisanie Układu europejskiego ustanawiającego stowarzyszenie między Polską a WE |
| 1992 | - 1 marca – Rozpoczęcie obowiązywania Umowy przejściowej - 4 lipca – Ratyfikowanie Układu europejskiego przez Sejm RP - 16 września – Ratyfikowanie Układu europejskiego przez Parlament Europejski |
| 1993 | - 21–22 czerwca – Potwierdzenie przez Radę Europejską w Kopenhadze możliwości członkostwa w UE krajów stowarzyszonych (po spełnieniu kryteriów kopenhaskich) |
| 1994 | - 1 lutego – Wejście w życie Układu europejskiego - 7 marca – Pierwsze spotkanie Rady Stowarzyszenia RP – UE - 8 kwietnia – Złożenie przez Polskę wniosku o członkostwo w UE (Ateny) - 9–10 grudnia – Potwierdzenie przez UE woli rozszerzenia o kraje stowarzyszone i przyjęcie strategii przedakcesyjnej (Essen) |
| 1995 | - 26–27 czerwca – Formalne potwierdzenie strategii, tzw. białej księgi (Cannes) - 17 lipca – Podpisanie protokołu dodatkowego do Układu europejskiego ws. otwarcia programów wspólnotowych dla Polski |
| 1996 | - 3 października – Rozpoczęcie działalności Urzędu Komitetu Integracji Europejskiej - 31 grudnia – Ratyfikowanie protokołu dodatkowego do Układu europejskiego ws. otwarcia programów wspólnotowych dla Polski |
| 1997 | - 28 stycznia – Przyjęcie przez rząd RP Narodowej Strategii Integracji - 2 kwietnia – Uchwalenie przez Sejm RP Konstytucji RP (z art. 90. pełniącym funkcję tzw. klauzuli europejskiej) - 12–13 grudnia – Podjęcie przez RE w Luksemburgu decyzji o rozpoczęciu negocjacji członkowskich z Polską (nowa edycja PHARE) |
| 1998 | - 12 marca – Obrady Konferencji Londyńskiej dla państw kandydujących - 16 marca – Przyjęcie przez UE pierwszej edycji dokumentów Partnerstwo dla członkostwa (PHARE, SAPARD i ISPA) - 24 marca – Ustanowienie pełnomocnika rządu ds. negocjacji o członkostwo w UE – Jan Kułakowski - 27 marca – Powołanie przez rząd RP Polskiego Zespołu Negocjacyjnego - 31 marca – Rozpoczęcie w Brukseli negocjacji członkowskich - 23 czerwca – Przyjęcie przez rząd RP pierwszej edycji Narodowego Programu Przygotowania do Członkostwa w UE                 |
| 1999 | - 24–25 marca – Obrady Nadzwyczajnego Szczytu RE w Berlinie ws. Agendy 2000 - 4 maja – Przyjęcie pierwszej modyfikacji Narodowego Programu Przygotowania do Członkostwa w UE |
| 2000 | - 10 lipca – Podpisanie Trójporozumienia przez Marszałków Sejmu i Senatu oraz Prezesa Rady Ministrów - 7–12 grudnia – Podpisanie Deklaracji w sprawie rozszerzania UE (Traktat nicejski) |
| 2001 | - 25 stycznia – Podpisanie przez Polskę i UE porozumienia ws. programu SAPARD - 11–12 czerwca – Obrady Konferencji Międzyrządowej w Luksemburgu ws. rozszerzenia UE - 14–15 grudnia – Przyjęcie przez RE Deklaracji dotyczącej przyszłości Unii w Laeken w Belgii |
| 2002 | - 25 stycznia – Podpisanie przez Polskę i UE porozumienia w/s programu SAPARD - 9 października – Podanie przez Komisję Europejską daty akcesu Polski - 13 grudnia – Finał negocjacji Polski z UE podczas szczytu w Kopenhadze |
| 2003 | - 19 marca – Głosowanie Parlamentu Europejskiego ws. raportu Komisji dot. rozszerzenia UE w 2004 r. - 9 kwietnia – Wyrażenie zgody na przyjęcie do UE 10 nowych członków, w tym Polski, przez Parlament Europejski - 14 kwietnia – Wyrażenie zgody na przyjęcie do UE 10 nowych członków, w tym Polski, przez Radę Unii Europejskiej - 16 kwietnia – Podpisanie w Atenach Traktatu akcesyjnego Polski i pozostałych 9 krajów - 7–8 czerwca – Referendum akcesyjne w sprawie wstąpienia Polski do Unii Europejskiej i ratyfikacji traktatu ateńskiego |
| 2004 | - 13–15 kwietnia – Przesłuchanie Komisarzy z 10 krajów przystępujących do UE – Komisarzem z Polski zostaje Danuta Hübner - 1 maja – Wchodzi w życie Traktat o Przystąpieniu – rozszerzenie UE o 10 nowych państw w tym Polskę - 13 czerwca – Wybory do Parlamentu Europejskiego - 20–23 lipca – Sesja plenarna nowowybranego PE w wyborach uniwersalnych, bezpośrednich i poszerzonych o nowe państwa - 29 października – Podpisanie przez Radę Szefów Państw i Rządów oraz ministrów MSZ traktatu ustanawiającego Konstytucję dla Europy            |
| 2005 | - 17 grudnia – Negocjacje przywódców państw UE w Brukseli nt. budżetu UE na lata 2007-2013, w której Polska otrzymała 59,65 mld € funduszy strukturalnych i spójności |
| 2007 | - 21–23 czerwca – Szczyt UE w Brukseli dotyczący zmiany systemu głosowania w Radzie UE - 30 lipca – Polska przeszła techniczne testy dostępu do systemu Schengen - 13 grudnia – Szczyt UE w Lizbonie i podpisanie Traktatu reformującego UE - 21 grudnia – Przystąpienie Polski do Układu z Schengen (przejścia lądowe). Symboliczne otwarcie granic w ramach Układu z Schengen w Worku Turoszowskim, na trójstyku granic polskiej, czeskiej i niemieckiej                                                                                           |
| 2008 | - 30 marca – Przystąpienie Polski do Układu z Schengen (przejścia lotnicze i morskie) |